# Мухаммад Ашик
Мухаммад Ашик (англ. Muhammad Ashiq; 17 березня 1935, Лахор, Британська Індія — 11 березня 2018) — пакистанський трековий велогонщик, який виступав за збірну Пакистану з велоспорту наприкінці 1950-х — середині 1960-х років. Срібний призер Азійських ігор, учасник двох літніх Олімпійських ігор.

## Біографія
Мухаммад Ашик народився 17 березня 1935 року у місті Лахор провінції Пенджаб, Пакистан.
Починав спортивну кар'єру як боксер, але в одному з боїв зазнав серйозних ушкоджень і на прохання дружини вирішив перейти в менш травмонебезпечний велоспорт.
Першого серйозного успіху на дорослому міжнародному рівні домігся в сезоні 1958 року, коли увійшов в основний склад пакистанської національної збірної та побував на Азійських іграх у Токіо, звідки привіз нагороду срібного ґатунку, виграну в програмі командних перегонів переслідування — у фіналі його випередила тільки команда з Японії.
Завдяки низці вдалих виступів Ашик удостоївся права захищати честь країни на літніх Олімпійських іграх 1960 року в Римі — стартував тут у чоловічому спринті та гіті на 1000 метрів, але був далекий від потрапляння до числа призерів.
1964 року представляв Пакистан на Олімпійських іграх у Токіо — цього разу виступив в індивідуальних та командних перегонах переслідування. Попри те, що йому так і не вдалося завоювати олімпійську медаль, Ашик на той час вважався у себе на батьківщині національним героєм, був на прийомі у президента та прем'єр-міністра.
Ще бувши чинним спортсменом, працював у залізничній компанії Pakistan Railways. Пізніше звільнився та безрезультатно намагався знайти роботу тренера. Деякий час був водієм таксі, намагався займатися невеликим бізнесом, але успіху не досяг, втративши, зрештою, свій будинок. У пізні роки змушений був працювати велорікшею на вулицях Лахора. Був одружений, мав чотирьох дітей.
Помер від серцевого нападу 11 березня 2018 року у віці 82 років.